# Spinki do mankietów

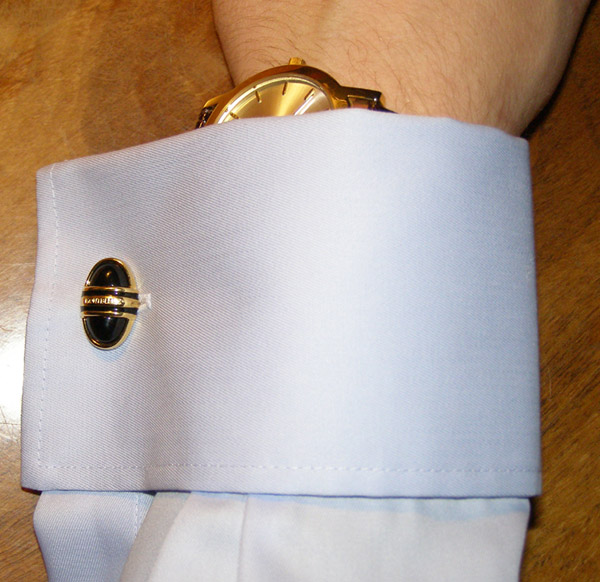
Spinki na podwójnym mankiecie

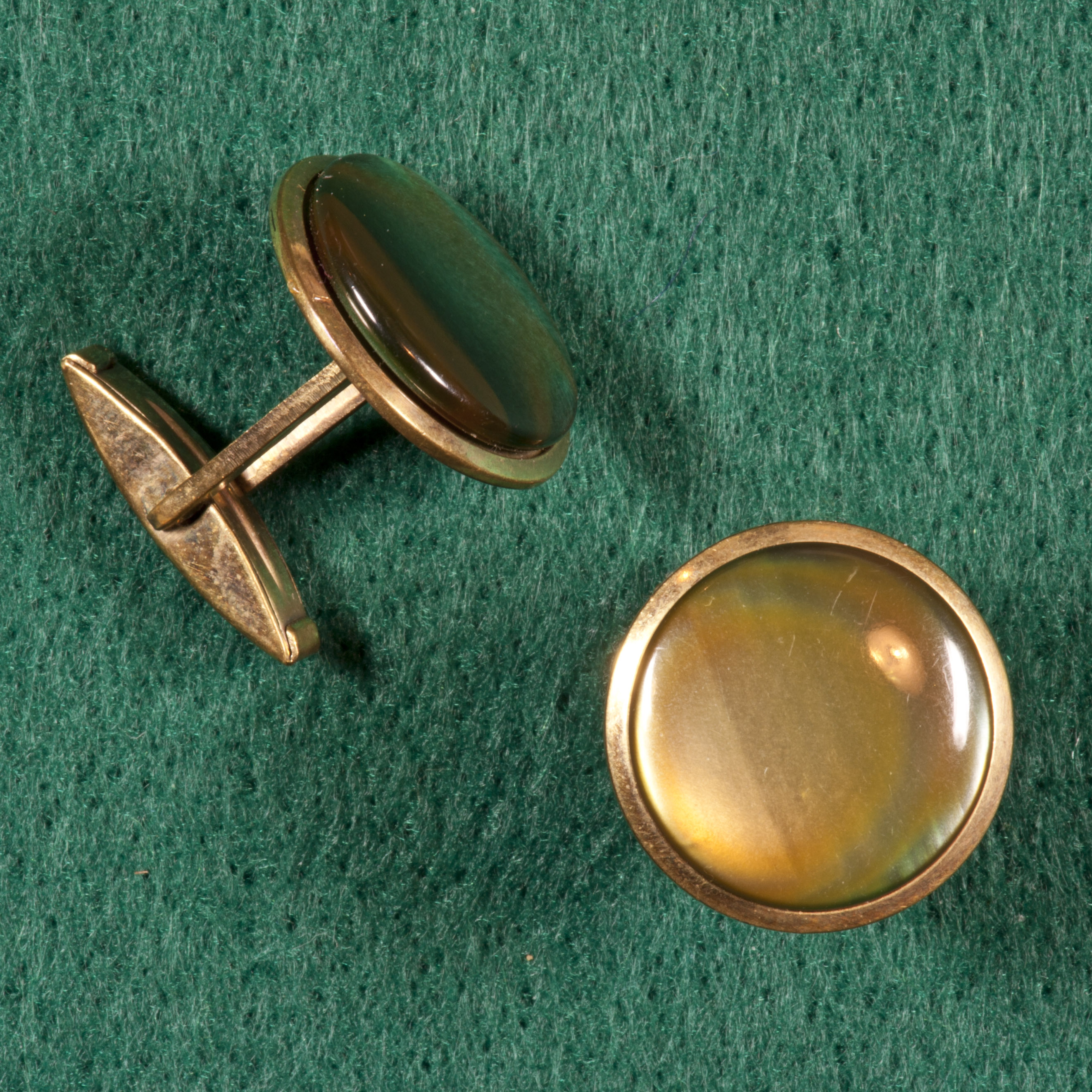
Spinki

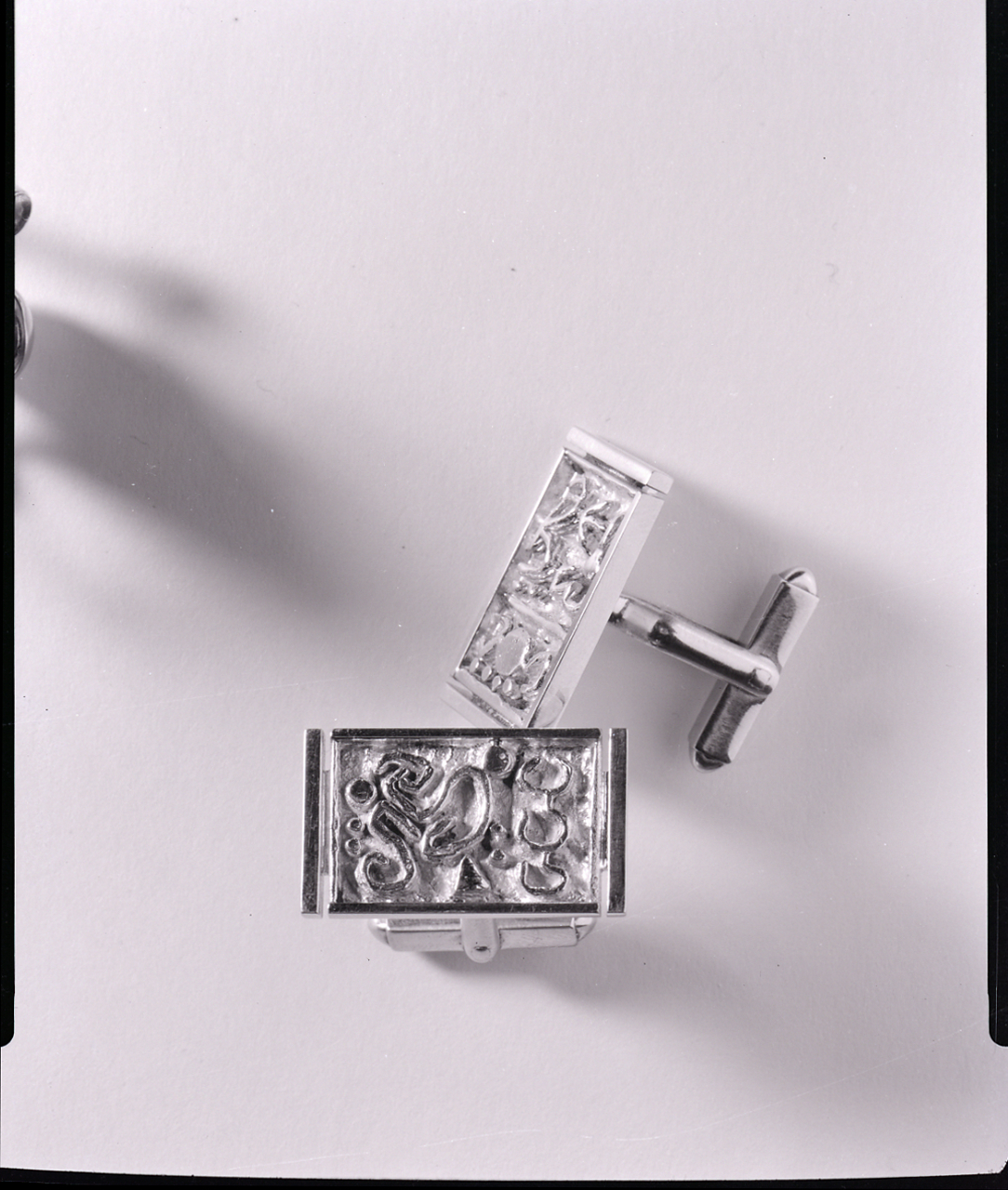
Zdjęcie spinek autorstwa Paolo Montiego, Fondazione BEIC

Spinki do mankietów – element biżuterii, służący łączeniu mankietów. Spinki umieszcza się w dziurkach na guziki. Jest to przede wszystkim biżuteria męska, jednak obecnie bywa również noszona przez kobiety.
Ozdoba stała się modna na początku XIX wieku. W tamtym czasie były bardzo ozdobne, z misternymi złotymi ozdobami, szczególnie jeśli miały służyć do stroju wieczorowego. Zdobienia mogły mieć różną formę, np. popularne były ówcześnie motywy zwierzęce. W XIX wieku wykonywano je ze złota, nawet 18- czy 15-karatowego (choć istniały też spinki z 9-karatowego złota, produkowane masowo).
W pierwszych latach XX wieku spinki stały się znacznie mniej dekoracyjne, przyjmując najczęściej formę prostego dysku, wykonanego np. z metalu czy masy perłowej. Mogły być udekorowane jakimś kamieniem.